# Краснов, Александр Захарович
Александр Захарович Краснов (27 февраля 1907, Царицын, Саратовская губерния, Российская империя — 13 февраля 1994, Ростов-на-Дону, Россия) — советский военный деятель, генерал-майор инженерно-технической службы (1962), член-корреспондент Академии артиллерийских наук (19.12.1949),  кандидат физико-математических наук (1940), доцент (1941).

## Биография
Родился 27 февраля 1907 года в Царицыне, ныне Волгоград. Русский. С июня 1926 года - моторист лесопильного завода «Электролес» им. 25-летия Октября в Сталинграде. С 1927 года - студент физико-математического факультета Московского государственного университета. С мая 1931 года - во Всесоюзном теплотехническом институте им. Ф. Э. Дзержинского в Москве: научным сотрудником, инженером, старшим инженером - руководителем тем. С декабря 1939 года - научный работник, преподаватель, ассистент, доцент Московского государственного университета.
В РККА призван в июле 1941 года и назначен помощником начальника 1-го отдела артиллерийского снабжения Управления начальника артиллерии Южного фронта. С октября 1941 года - старший помощник начальника 1-го отдела артиллерийского снабжения Управления начальника артиллерии Южного, с августа 1942 года Северо-Кавказского, с октября 1942 года Черноморской группы Закавказского, с марта 1943 года Северо-Кавказского фронтов. С ноября 1943 года - начальник 1-го отдела Управления артиллерийского снабжения Управления командующего артиллерией отдельной Приморской армии. С февраля 1945 года - заместитель начальника Управления артиллерийского снабжения Управления командующего артиллерией 1-го Украинского фронта. С мая 1945 года - заместитель начальника Управления артиллерийского снабжения Управления командующего артиллерией Центральной группы войск. С апреля 1946 года - заместитель начальника управления по коммерческой части Управления советским имуществом в Австрии. С декабря 1946 года - исполняющий должность уполномоченного химического комбината «Донау Хеми Мосбирбаум» Управления советским имуществом в Восточной Австрии. С февраля 1947 года - заместитель начальника Управления химической промышленности Управления советским имуществом в Восточной Австрии. 
С января 1948 года - в Научно-исследовательском институте № 4 Академии артиллерийских наук: старший научный сотрудник отдела реактивных двигателей на жидком топливе (3-й отдел), с февраля 1949 года - начальник 3-го отдела, с февраля 1950 года - заместитель начальника института по жидкостным реактивным снарядам. С декабря 1950 года - заместитель начальника 4-го Управления Военного министерства СССР по научно-технической части. С сентября 1951 года -заместитель начальника Научно-исследовательского института № 4 Академии артиллерийских наук по жидким реактивным снарядам. С июля 1955 года - заместитель начальника Ростовского высшего артиллерийского инженерного училища по научной и учебной работе. С ноября 1968 года генерал-майор инженерно-технической службы  Краснов в запасе. 
Специалист по термодинамике, теплопередаче, теплотехнике. Автор более 20 научных трудов.  Тема диссертации на соискание ученой степени кандидата физико-математических наук: «О теплообмене при свободной конвекции». 
Умер 13 февраля 1994 года.  Похоронен в Ростове-на-Дону.

## Награды
- два ордена Отечественной войны I степени (09.06.1945[3], 06.04.1985[3][4])
- орден Отечественной войны II степени (27.05.1944)[3]
- орден Трудового Красного Знамени (1957)[3]
- орден Красной Звезды (06.03.1942)[3]
  - медали в том числе:[3]
  - «За отвагу» (06.11.1942)
  - «За боевые заслуги» (19.11.1951)[5]
  - «За оборону Кавказа» (25.08.1944)
  - «За победу над Германией в Великой Отечественной войне 1941—1945 гг.» (1945)
  - «За взятие Берлина» (1945)
  - «За освобождение Праги» (1945)
  - «Ветеран Вооружённых Сил СССР» (1976)

Других государств
 Чехословакия:
- медаль «30 лет освобождения Чехословакии Советской Армией»  (29.08.1974)

## Труды
- Упругость насыщения аммиака над аммиакатами хлористого цинка // Журнал прикладной химии. 1939. № 10;
- Удельная теплоемкость и скрытая теплота испарения лесохимических растворителей // Журнал прикладной химии. 1938. № 12;
- Исследование мембранного дифференциального манометра // Известия ААН. 1952. № 27. С. 95-107 (соавтор Поляков И. И.).